# آنتوان صقر
آنتوان صقر (عربی: انطوان صقر بازیکن فوتبال اهل لبنان بود.
وی همچنین در تیم ملی فوتبال لبنان بازی کرده‌است.